# Simonstorps socken
Simonstorps socken i Östergötland ingick i Bråbo härad, ingår sedan 1971 i Norrköpings kommun och motsvarar från 2016 Simonstorps distrikt.
Socknens areal är 141,58 kvadratkilometer land. År 2000 fanns här 372 invånare. Tätorten Simonstorp med sockenkyrkan Simonstorps kyrka ligger i denna socken. 

## Administrativ historik
Simonstorps socken bildades 1655 genom en utbrytning ur Kvillinge socken. 
19 juni 1942 överfördes från Simonstorps socken till Stora Malms socken i Södermanlands län delar av Porten och Västeråsen. 
Vid kommunreformen 1862 övergick socknens ansvar för de kyrkliga frågorna till Simonstorps församling och för de borgerliga frågorna till Simonstorps landskommun. Landskommunen inkorporerades 1952 i Kvillinge landskommun och ingår sedan 1971 i Norrköpings kommun. Församlingen uppgick 2010 i Kolmårdens församling.
Den 1 januari 1964 överfördes ett obebott område omfattande en areal av 4,02 kvadratkilometer till Simonstorps socken från Kvillinge socken.
1 januari 2016 inrättades distriktet Simonstorp, med samma omfattning som församlingen hade 1999/2000.  
Socknen har tillhört samma fögderier och domsagor som Bråbo härad. De indelta soldaterna tillhörde  Första livgrenadjärregementet, Östanstångs kompani och Andra livgrenadjärregementet, Livkompanit.

## Geografi
Simonstorps socken ligger inom västra Kolmården, norr om Norrköping, söder om Katrineholm. Socknen är en starkt kuperad sjörik skogsbygd.
Genom Simonstorp passerar järnvägen mellan Katrineholm och Norrköping samt riksväg 55. Ett femtiotal sjöar ligger helt eller delvis inom sockengränsen och i Simonstorp ligger även Brandkårsmuseet i Simonstorp.

## Historik

### Fornlämningar
Kända från socknen är förutom lösfynd en fornborg från järnåldern.

### Från socknens bildande
Simonstorps kyrka stod färdig 1650. När järnvägen anlades öppnades en järnvägsstation i Simonstorp i juli 1866 där det även fanns poststation. Från Simonstorp skickades främst skogsprodukter som träkol samt glas från Reijmyre glasbruk. Mellan glasbruket och Simonstorp anlades under 1890-talet en linbana som användes för att skicka varor mellan de två orterna. Linbanan var i bruk fram till 1926 och revs sedan. Många ånglok gjorde ett längre uppehåll i Simonstorp för att fylla på vatten och det fanns också en servering för passagerarna.

### Befolkningsutveckling
Socknen hade 882 invånare år 1915 , 585 år 1952 och 368 år 1999.

## Namnet
Namnet (1535 Simanstorp) kommer från en gård. Förleden är mansnamnet Sigmund, möjligen Simon. Efterleden är torp, 'nybygge'.

### Fotnoter
1. 1 2 3  Svensk Uppslagsbok andra upplagan 1947–1955: Simonstorp socken
2. 1 2  Harlén, Hans; Harlén Eivy (2003). Sverige från A till Ö: geografisk-historisk uppslagsbok. Stockholm: Kommentus. Libris 9337075. ISBN 91-7345-139-8
3. ↑  ”Församlingar”. Statistiska centralbyrån. https://www.scb.se/hitta-statistik/regional-statistik-och-kartor/regionala-indelningar/forsamlingar/. Läst 30 december 2022.
4. ↑  SCB Folkräkningen 1965 del 1 Arkiverad 24 september 2015 hämtat från the Wayback Machine. sida 227 i pdf:en anm. till Östergötlands län not 10
5. ↑  Administrativ historik för Simonstorp socken (Klicka på församlingsposten). Källa: Nationella arkivdatabasen, Riksarkivet.
6. 1 2  Sjögren, Otto (1931). Sverige geografisk beskrivning del 2 Östergötlands, Jönköpings, Kronobergs, Kalmar och Gotlands län. Stockholm: Wahlström & Widstrand. Libris 9939
7. 1 2 3  Nationalencyklopedin
8. ↑  Fornlämningar, Statens historiska museum: Simonstorps socken
9. ↑  Fornminnesregistret, Riksantikvarieämbetet: Simonstorps socken Fornminnen i socknen erhålls på kartan genom att skriva in sockennamn (utan "socken") i "Ange geografiskt område"
10. ↑  Bengt-Arne Bengtsson (2007). Från Östra stambanan till Ostlänken/Götalandsbanan. Mjölby: Atremi. sid. 101-103. ISBN 9789185487639
11. ↑  Nordisk familjebok (1917), band 25, s. 585 (länk)
12. ↑  Mats Wahlberg, red (2003). Svenskt ortnamnslexikon. Uppsala: Institutet för språk och folkminnen. Libris 8998039. ISBN 91-7229-020-X. https://isof.diva-portal.org/smash/get/diva2:1175717/FULLTEXT02.pdf